# Le Petit Poucet (film, 2011)
Pour les articles homonymes, voir Le Petit Poucet (homonymie).
Pour plus de détails, voir Fiche technique et Distribution.
Le Petit Poucet est un film français adapté du conte de Charles Perrault et réalisé par Marina de Van, sorti en 2011 et produit pour Arte.
Il est diffusé le 27 janvier 2012 sur Arte. 
Le film est sélectionné aux festivals de Venise (Orrizonti), de Sitges, de Rio, de Strasbourg, de Gérardmer et au festival des Nuits noires de Tallinn.

## Synopsis
L'histoire est, à quelques détails près, celle, traditionnelle, du conte. Par manque probable de ressources financières, il n'y a pas sept garçons, ni sept filles, mais cinq. 
Un couple de pauvres paysans vivant au cœur d'une forêt profonde n'a plus de quoi nourrir ses cinq garçons. Le cadet, Poucet, tendre et rêveur, surprend une conversation entre ses parents qui ont décidé de perdre leurs enfants dans la forêt…
La trame du conte est globalement respectée, Poucet tuant cependant l'ogre de l'intérieur.

## Fiche technique
- Réalisation : Marina de Van
- Scénario : Bertrand Santini et Marina de Van, d'après le conte Le Petit Poucet de Charles Perrault
- Décors : François-Renaud Labarthe
- Costumes : Marielle Robaut
- Image : Vincent Mathias
- Son : Jérôme Aghion, Pierre Bariaud et Eric Bonnard
- Montage : Mike Fromentin
- Musique : Alexeï Aïgui
- Production : Jean-François Lepetit, Sylvette Frydman
- Société(s) de production : Arte France, Flach Film
- Durée : 81 minutes
- Date de diffusion : 
  - France : 27 janvier 2012 sur Arte[1]

## Distribution
- Denis Lavant : l'Ogre
- Adrien de Van : le père
- Rachel Arditi : la mère
- Valérie Dashwood : la femme de l'Ogre
- Ilian Calabert : Poucet
- Raphaël Bouvet : Frère de Poucet
- Orféo Campanella : Frère de Poucet
- Lilian Dugois